# Aire d'attraction d'Oloron-Sainte-Marie
L'aire d'attraction d'Oloron-Sainte-Marie est un zonage d'étude défini par l'Insee pour caractériser l’influence de la commune d'Oloron-Sainte-Marie sur les communes environnantes. Publiée en octobre 2020, elle se substitue à l'aire urbaine d'Oloron-Sainte-Marie, qui comportait 27 communes dans le dernier zonage qui remontait à 2010.

## Définition
L'aire d'attraction d'une ville est composée d’un pôle, défini à partir de critères de population et d’emploi ainsi que d’une couronne constituée des communes dont au moins 15 % des actifs travaillent dans le pôle. Le pôle d’attraction constitue ainsi un point de convergence des déplacements domicile-travail,.

## Type et composition
L’aire d'attraction d'Oloron-Sainte-Marie est une aire intra-départementale qui comporte 44 communes dans les Pyrénées-Atlantiques.
Elle est catégorisée dans les aires de moins de 50 000 habitants, une catégorie qui regroupe 16,5 % de la population de Nouvelle-Aquitaine et 12,2 % au niveau national.

### Carte

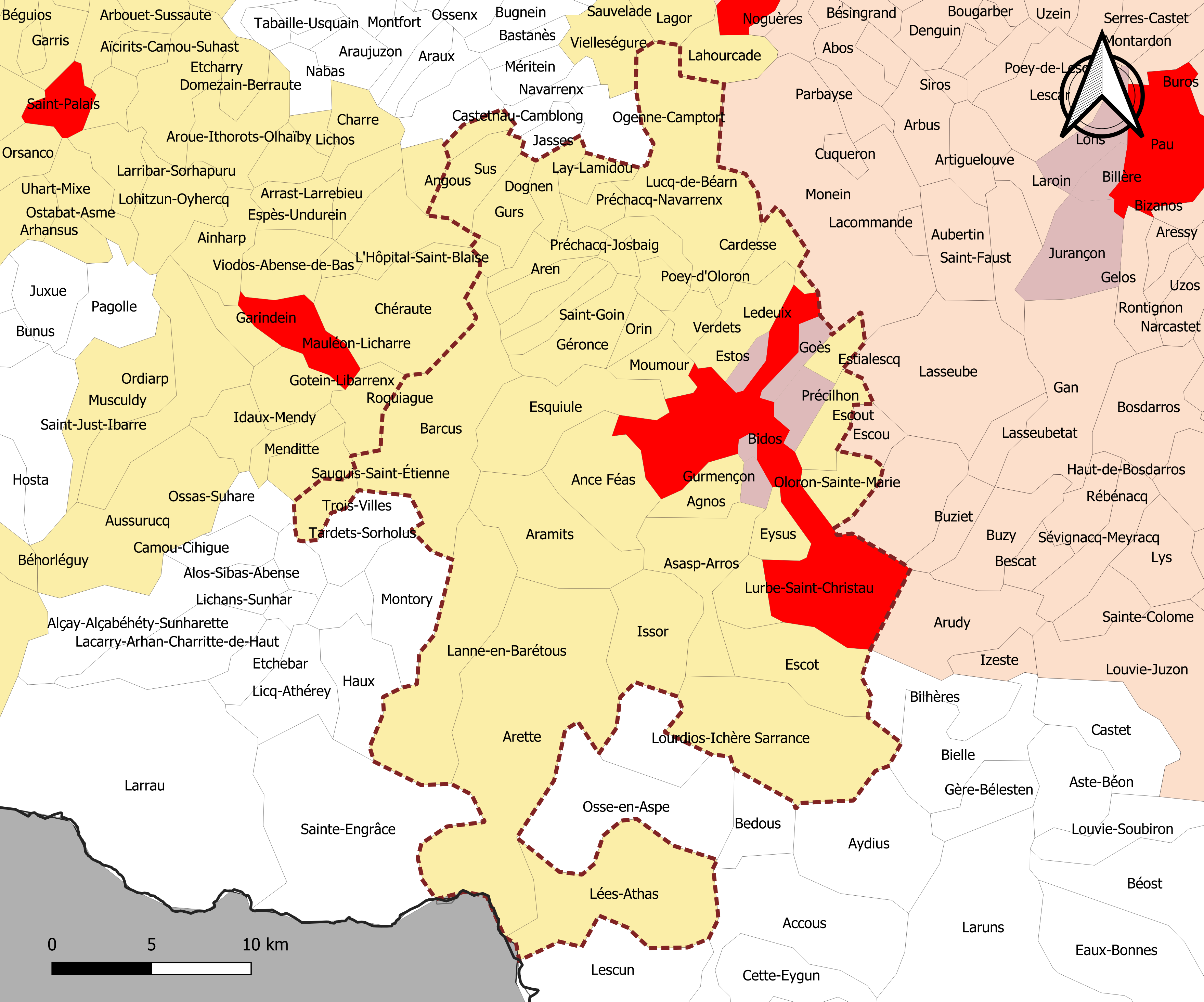
Carte de l'aire d'attraction d'Oloron-Sainte-Marie.
Commune-centre
Commune du pôle principal
Commune de la couronne

### Composition communale
| Nom                                  | Code Insee | Département          | Statut                    | Superficie (km2) | Population (dernière pop. légale) | Densité (hab./km2) | Modifier                                    |
| ------------------------------------ | ---------- | -------------------- | ------------------------- | ---------------- | --------------------------------- | ------------------ | ------------------------------------------- |
| Oloron-Sainte-Marie (commune-centre) | 64422      | Pyrénées-Atlantiques | commune-centre            | 68,31            | 10 658 (2022)                     | 156                | modifier les données · modifier les données |
| Bidos                                | 64126      | Pyrénées-Atlantiques | commune du pôle principal | 1,36             | 1 109 (2022)                      | 815                | modifier les données · modifier les données |
| Estos                                | 64220      | Pyrénées-Atlantiques | commune du pôle principal | 3,22             | 488 (2022)                        | 152                | modifier les données · modifier les données |
| Goès                                 | 64245      | Pyrénées-Atlantiques | commune du pôle principal | 4,76             | 540 (2022)                        | 113                | modifier les données · modifier les données |
| Gurmençon                            | 64252      | Pyrénées-Atlantiques | commune du pôle principal | 2,98             | 887 (2022)                        | 298                | modifier les données · modifier les données |
| Précilhon                            | 64460      | Pyrénées-Atlantiques | commune du pôle principal | 6,39             | 405 (2022)                        | 63                 | modifier les données · modifier les données |
| Agnos                                | 64007      | Pyrénées-Atlantiques | commune de la couronne    | 9,18             | 1 042 (2022)                      | 114                | modifier les données · modifier les données |
| Aramits                              | 64029      | Pyrénées-Atlantiques | commune de la couronne    | 29,55            | 658 (2022)                        | 22                 | modifier les données · modifier les données |
| Aren                                 | 64039      | Pyrénées-Atlantiques | commune de la couronne    | 7,39             | 246 (2022)                        | 33                 | modifier les données · modifier les données |
| Arette                               | 64040      | Pyrénées-Atlantiques | commune de la couronne    | 92,23            | 1 052 (2022)                      | 11                 | modifier les données · modifier les données |
| Asasp-Arros                          | 64064      | Pyrénées-Atlantiques | commune de la couronne    | 23,59            | 492 (2022)                        | 21                 | modifier les données · modifier les données |
| Barcus                               | 64093      | Pyrénées-Atlantiques | commune de la couronne    | 46,93            | 645 (2022)                        | 14                 | modifier les données · modifier les données |
| Cardesse                             | 64165      | Pyrénées-Atlantiques | commune de la couronne    | 7,67             | 294 (2022)                        | 38                 | modifier les données · modifier les données |
| Dognen                               | 64201      | Pyrénées-Atlantiques | commune de la couronne    | 6,79             | 230 (2022)                        | 34                 | modifier les données · modifier les données |
| Escot                                | 64206      | Pyrénées-Atlantiques | commune de la couronne    | 22,66            | 120 (2022)                        | 5,3                | modifier les données · modifier les données |
| Escout                               | 64209      | Pyrénées-Atlantiques | commune de la couronne    | 9,52             | 426 (2022)                        | 45                 | modifier les données · modifier les données |
| Esquiule                             | 64217      | Pyrénées-Atlantiques | commune de la couronne    | 28,58            | 531 (2022)                        | 19                 | modifier les données · modifier les données |
| Estialescq                           | 64219      | Pyrénées-Atlantiques | commune de la couronne    | 5,14             | 260 (2022)                        | 51                 | modifier les données · modifier les données |
| Eysus                                | 64224      | Pyrénées-Atlantiques | commune de la couronne    | 6,72             | 617 (2022)                        | 92                 | modifier les données · modifier les données |
| Ance Féas                            | 64225      | Pyrénées-Atlantiques | commune de la couronne    | 23,83            | 619 (2022)                        | 26                 | modifier les données · modifier les données |
| Géronce                              | 64241      | Pyrénées-Atlantiques | commune de la couronne    | 15,99            | 490 (2022)                        | 31                 | modifier les données · modifier les données |
| Geüs-d'Oloron                        | 64244      | Pyrénées-Atlantiques | commune de la couronne    | 6,57             | 262 (2022)                        | 40                 | modifier les données · modifier les données |
| Gurs                                 | 64253      | Pyrénées-Atlantiques | commune de la couronne    | 10,96            | 418 (2022)                        | 38                 | modifier les données · modifier les données |
| Herrère                              | 64261      | Pyrénées-Atlantiques | commune de la couronne    | 8,93             | 389 (2022)                        | 44                 | modifier les données · modifier les données |
| L'Hôpital-Saint-Blaise               | 64264      | Pyrénées-Atlantiques | commune de la couronne    | 2,11             | 56 (2022)                         | 27                 | modifier les données · modifier les données |
| Issor                                | 64276      | Pyrénées-Atlantiques | commune de la couronne    | 23,00            | 248 (2022)                        | 11                 | modifier les données · modifier les données |
| Lanne-en-Barétous                    | 64310      | Pyrénées-Atlantiques | commune de la couronne    | 41,48            | 479 (2022)                        | 12                 | modifier les données · modifier les données |
| Lay-Lamidou                          | 64326      | Pyrénées-Atlantiques | commune de la couronne    | 5,47             | 126 (2022)                        | 23                 | modifier les données · modifier les données |
| Ledeuix                              | 64328      | Pyrénées-Atlantiques | commune de la couronne    | 13,52            | 1 028 (2022)                      | 76                 | modifier les données · modifier les données |
| Lées-Athas                           | 64330      | Pyrénées-Atlantiques | commune de la couronne    | 44,81            | 232 (2022)                        | 5,2                | modifier les données · modifier les données |
| Lucq-de-Béarn                        | 64359      | Pyrénées-Atlantiques | commune de la couronne    | 48,77            | 926 (2022)                        | 19                 | modifier les données · modifier les données |
| Lurbe-Saint-Christau                 | 64360      | Pyrénées-Atlantiques | commune de la couronne    | 7,47             | 206 (2022)                        | 28                 | modifier les données · modifier les données |
| Moumour                              | 64409      | Pyrénées-Atlantiques | commune de la couronne    | 8,05             | 818 (2022)                        | 102                | modifier les données · modifier les données |
| Orin                                 | 64426      | Pyrénées-Atlantiques | commune de la couronne    | 4,29             | 266 (2022)                        | 62                 | modifier les données · modifier les données |
| Poey-d'Oloron                        | 64449      | Pyrénées-Atlantiques | commune de la couronne    | 4,79             | 165 (2022)                        | 34                 | modifier les données · modifier les données |
| Préchacq-Josbaig                     | 64458      | Pyrénées-Atlantiques | commune de la couronne    | 8,31             | 295 (2022)                        | 35                 | modifier les données · modifier les données |
| Préchacq-Navarrenx                   | 64459      | Pyrénées-Atlantiques | commune de la couronne    | 5,10             | 179 (2022)                        | 35                 | modifier les données · modifier les données |
| Saint-Goin                           | 64481      | Pyrénées-Atlantiques | commune de la couronne    | 5,54             | 224 (2022)                        | 40                 | modifier les données · modifier les données |
| Sarrance                             | 64506      | Pyrénées-Atlantiques | commune de la couronne    | 46,75            | 155 (2022)                        | 3,3                | modifier les données · modifier les données |
| Saucède                              | 64508      | Pyrénées-Atlantiques | commune de la couronne    | 7,10             | 126 (2022)                        | 18                 | modifier les données · modifier les données |
| Sus                                  | 64529      | Pyrénées-Atlantiques | commune de la couronne    | 11,50            | 383 (2022)                        | 33                 | modifier les données · modifier les données |
| Susmiou                              | 64530      | Pyrénées-Atlantiques | commune de la couronne    | 3,50             | 351 (2022)                        | 100                | modifier les données · modifier les données |
| Trois-Villes                         | 64537      | Pyrénées-Atlantiques | commune de la couronne    | 6,39             | 141 (2022)                        | 22                 | modifier les données · modifier les données |
| Verdets                              | 64551      | Pyrénées-Atlantiques | commune de la couronne    | 5,62             | 304 (2022)                        | 54                 | modifier les données · modifier les données |